# Okuklje

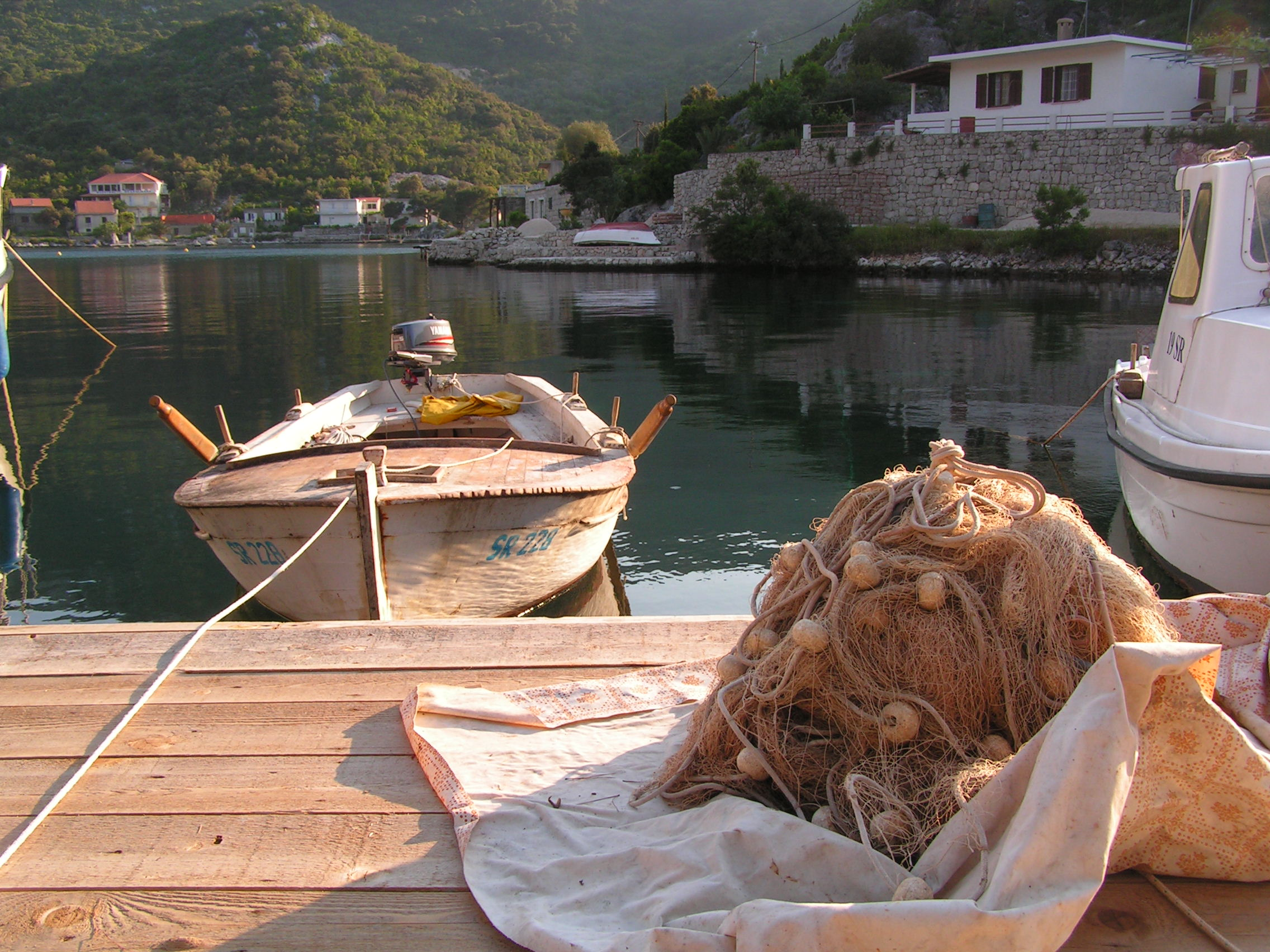
Okuklje

Okuklje is een dorp en een baai in het noordoosten van het Kroatische eiland Mljet, provincie Dubrovnik-Neretva.
Het vormt een natuurlijk beschermde haven, doordat het bassin volledig wordt omringd door land. Rondom de baai bevinden zich vele restaurants, zogenaamde Konoba's, die bijna allen hun eigen aanlegsteiger hebben. Hiermee kunnen zij hun gasten, veelal opvarenden van bezoekende jachten, een veilige ligplaats bieden.